# Compsenia melanomera
Compsenia melanomera är en fjärilsart som beskrevs av George Francis Hampson. Compsenia melanomera ingår i släktet Compsenia och familjen nattflyn. Inga underarter finns listade i Catalogue of Life.